# ذخیره‌گاه طبیعی بوکوئیلو
ذخیره‌گاه طبیعی بوکوئیلو (به پرتغالی: Reserva Natural do Paul do Boquilobo) یک ذخیره‌گاه طبیعی و منطقه حفاظت‌شده در پرتغال است که در Golegã واقع شده‌است.